# Denys Val Baker
Denys Val Baker, né le 24 octobre 1917 et mort le 6 juillet 1984, est un nouvelliste, journaliste, autobiographe, éditeur gallois.

## Œuvres

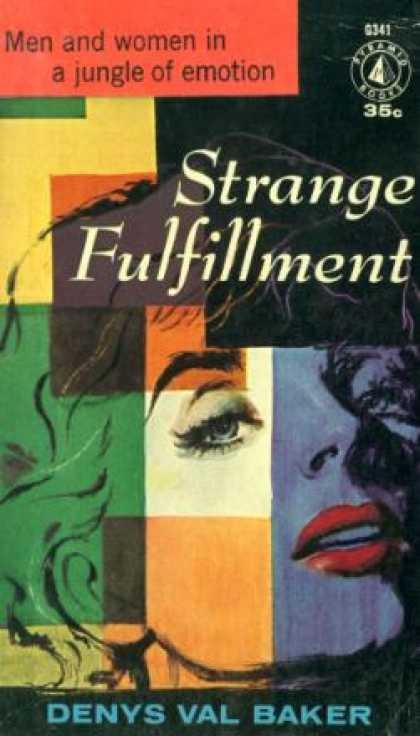
Strange Fulfillment, 1958

### Romans
- The White Rock: Sylvan Press, 1945
- The More We Are Together:Sampson Low,1947
- The Widening Mirror:Sampson Low, 1949
- A Journey With Love: Bridgehead USA 1955
- The Titles My Own : (as David Eames) Bless1955
- The Faces Of Love : (no 4 revised) 1967
- As The River Flows: Milton House, 1974
- Company Of Three: Milton House, 1974
- Don't Lose Your Cool Dad: Milton House 1975
- BarbicanÕs End: William Kimber:1979
- Rose: William Kimber: 1980
- Karenza: William Kimber: 1980
- One Summer at St Merry: 1980
- Frances: William Kimber: 1980

### Nouvelles
- Selected Stories: Staples and Staples 1944
- Worlds Without End: Sylvan Press 1945
- The Return Of Uncle Walter: Sampson Low1949
- Strange Fulfillment: Pyramid Books USA, 1959 (Lesbian pulp fiction)
- The Flame Swallower: J. L. Lake, 1963
- The Strange and the Damned: Pyramid, 1964
- Bizarre Loves: Belmont Books, USA, 1964
- Strange Possession: Pyramid 1965
- Strange Journeys: Pyramid, 1966
- The Face in the Mirror: Arkham House USA 1971
- Woman & the Engine Driver United Writers1972
- A Summer to Remember: William Kimber1975
- Echoes from Cornish Cliffs: Kimber 1976
- The Secret Place:: William Kimber 1977
- Passenger to Penzance: William Kimber 1978
- At the Seas Edge: William Kimber 1979
- The House on the Creek: William Kimber 1981
- Thomasinas Island: William Kimber 1981
- The Girl in the Photograph: Wm Kimber 1982
- Martin's Cottage: William Kimber1983
- At the Rainbow's End: William Kimber 1983
- A Work of Art: William Kimber 1984
- The Tenant: William Kimber 1985

### Autobiographies
- The Sea's in the Kitchen: Phoenix House 1962
- The Door is Always Open: Phoenix House1963
- We ll Go Round the World Tomorrow: 1965
- To Sea with Sanu: John Baker: 1967
- Adventures Before Fifty: John Baker 1969
- Life Up The Creek: John Baker 1971
- The Petrified Mariner: William Kimber 1972
- An Old Mill by the Stream: Wm Kimber 1973
- Spring at Lands End: William Kimber 1974
- Sunset Over the Scillies: William Kimber 1975
- A View from the Valley: William Kimber 1976
- The Wind Blows from the West: Kimber1977
- A Long Way to Land's End: Kimber1977
- All This and Cornwall Too: Kimber 1978
- A Family for all Seasons: Wm Kimber 1979
- As the Stream Flows By: WmKimber 1980
- Upstream at the Mill: William Kimber 1981
- A Family at Sea: William Kimber 1981
- The Waterwheel Turns: William Kimber 1982
- Summer at the Mill: William Kimber 1982
- Family Circles: William Kimber 1983
- Down a Cornish Lane: William Kimber 1983
- The Mill in the Valley: William Kimber 1984
- When Cornish Skies are Smiling: WK 1984
- My Cornish World: William Kimber 1985
- Cornish Prelude: William Kimber 1985

### Divers
- Paintings from Cornwall: Cornish Library 1950
- Britain Discovers Herself: Johnson & Co 1950
- How to be an Author: Harvill Press 1952
- The Pottery Book: Cassell 1959
- Pottery: (as Henry Trevor) Constable 1963
- The Young Potter: Nicholas Kaye 1963
- Fun With Pottery: Kaye & Ward 1973
- The Spirit of Cornwall: W. H. Allen 1980
- Let’s make Pottery: Warne 1981
- A View from Land’s End: William Kimber 1982

### Publications dans des magazines littéraires
- Opus: Quarterly (1–14) in London ca. 1940–1943 (No. 14, spring 1943: Wigginton, Tring, Herts: Opus Press)
- Voices: Opus renamed around ca. 1943–46
- Cornish Review: Quarterly !949-52 & !966-74

### En tant qu'éditeur
- Preludes: (Poetry Anthology) Opus Press 1942
- Little Reviews: 1914–43 P.E.N. Books 1943
- Little Reviews Anthologies: Allen & Unwin 1943, 1944, 1945, 1946, 1947/48 and 1949
- International Short Stories: W. H. Allen 1944
- Writing Today: Staples & Staples 1943, 1944, 1945 & 1946
- Ghosts in Country House: William Kimber 1981
- When Churchyards Yawn: William Kimber 1982
- Stories of Haunted Inns: William Kimber 1982
- Ghosts in Country Villages: William Kimber 1983